# Euphylidorea niveitarsis
Euphylidorea niveitarsis är en tvåvingeart som först beskrevs av Osten Sacken 1869.  Euphylidorea niveitarsis ingår i släktet Euphylidorea och familjen småharkrankar. Inga underarter finns listade i Catalogue of Life.